# Cathy Young (Journalistin)

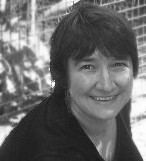
Cathy Young

Catherine Young (geboren 1963 in Moskau als Jekaterina Jung, russisch: Екатерина Юнг) ist eine US-amerikanische Journalistin und Autorin von zwei Büchern. Sie schreibt als Kolumnistin regelmäßig für die Zeitschrift Reason. Ferner ist sie wissenschaftliche Hilfskraft am Cato Institute.

## Leben
Young wurde in der Sowjetunion nach eigenen Angaben in eine jüdische Familie geboren. 1980, im Alter von 17 Jahren, wanderte sie mit ihrer Familie in die Vereinigten Staaten aus. Sie wurde 1987 als Catherine Alicia Young Staatsbürgerin der USA und machte 1988 ihren Abschluss an der Rutgers University, wo sie zur Phi-Beta-Kappa-Gesellschaft gehörte. Neben ihrer Tätigkeit für Reason schreibt Young auch unregelmäßig Kommentare für den Boston Globe und die Washington Post.

## Positionen
In der Stanford Encyclopedia of Philosophy wird Youngs Position zu der Frage, wann Frauen als unterdrückt angesehen werden können, aufgegriffen. Laut Young kann man von Unterdrückung nur dann sprechen, wenn es staatliche Gesetze gibt, die Frauen in eine untergeordnete Position zwingen. Ferner wird ihre Sichtweise zu Date Rape beschrieben. Sie sieht dieses nicht als signifikantes Problem an und schrieb dazu: „Frauen haben nach anfänglichem Zögern aus einer Reihe von Gründen Sex ... die Angst, von ihren Dates verprügelt zu werden, wird selten als einer davon angegeben.“
Die Gamergate-Kontroverse beschrieb sie in RealClearPolitics als Backlash gegen den Feminismus, aber es sei ein „Backlash gegen eine bestimmte Art von Feminismus, einen, der dazu neigt, obsessiv nach Verstößen zu suchen, in alles eine Ideologie hineinzulesen und männliche Sexualität unter dem Vorwand zu verteufeln, die 'Objektivierung von Frauen' auszumerzen.“
Young unterstützte 2014 die Initiative Women Against Feminism, bei der sich Frauen für Gleichberechtigung aussprachen, aber kritisch zum Feminismus äußerten, etwa zur Vorverurteilung von Männern. Die Initiative erhielt im Gegenzug Kritik von Feministen, die den Frauen vorwarfen, den Feminismus nicht verstanden zu haben. Young verteidigte jedoch die Sichtweise der Frauen. Diese würden „berechtigte Fragen über den Zustand des westlichen Feminismus im 21. Jahrhundert“ aufwerfen. Der moderne Feminismus würde Männer pauschal und stereotypisiert zu Vergewaltigern erklären und Männer dehumanisierend als Tiere darstellen, was von den an Women Against Feminism beteiligten Frauen zu Recht festgestellt worden sei. Zwar würden nicht alle Feministen dies so sehen, aber ein „großes, einflussreiches, sehr sichtbares Segment des modernen Feminismus“.
Auf ihrer Webseite ordnet sich Young als libertär/konservativ ein.

### Rezeption
Young wird von Steve Pinker und in der Stanford Encyclopedia of Philosophy als Vertreterin des Gerechtigkeitsfeminismus gesehen.
Meghan Murphy sieht Young als „vehemente Antifeministin“, deren Argumente teilweise der der Männerrechtsbewegung ähneln würden.  Amanda Marcotte ordnete Young als eine der Frauen ein, „die unermüdlich gegen die Gleichberechtigung der Frauen kämpfen“.

## Journalistische Tätigkeiten
Young schrieb 2015 in The Daily Beast zu einem Vergewaltigungsverdacht an einer US-Universität, welcher später in die Mattress Performance mündete. Young hatte sich zuvor mit dem Beschuldigten unterhalten und veröffentlichte in dem Artikel private Facebook-Nachrichten zwischen dem Beschuldigten und dem Opfer. Sie schrieb dazu: „Dieser Fall ist bei weitem nicht so eindeutig, wie ein Großteil der Medienberichterstattung ihn dargestellt hat. Und wenn [er] kein Sexualverbrecher ist, könnte er als echtes Opfer angesehen werden.“ Der Artikel wurde unter anderem von der Washington Post, dem CNN und der New York Times aufgegriffen und bei RealClearPolitics als Artikel gesehen, der den „Hype beiseite lässt und nüchtern die Fakten [...] bewertet“ und dem Beschuldigten die Möglichkeit gegeben habe, sich gegen die vorverurteilenden Presseberichte zu verteidigen. Meghan Murphy kritisierte den Beitrag in Feminist Current hingegen als einseitig und manipulativ und warf Young vor, nicht zu verstehen, wie die Dynamik missbräuchlicher Beziehungen und Rape Culture tatsächlich funktionieren würden.

## Veröffentlichungen
- Growing Up In Moscow: Memories of a Soviet Girlhood. 1989, ISBN 0709041306.
- Ceasefire!: Why Women and Men Must Join Forces to Achieve True Equality. 1999, ISBN 0684834421.